# Conrad Diehl (Politiker)
Johann Conrad Diehl (auch Johann Konrad Diehl; * 23. April 1776 in Pirmasens; † 4. März 1836 in Annweiler) war ein pfälzischer Notar und Gutsbesitzer. Er war Mitglied des pfälzischen Landrats und bayerischer Landtagsabgeordneter.

## Leben
Conrad Diehl war Sohn des Pirmasenser Rotgerbers Joh. Friedrich Diehl (1747–1824), der 1770 Susanna Catharina Schwartz (1751–1814) heiratete und 1789/1790 als Bürger aufgenommen wurde. Er studierte Rechtswissenschaften und wurde 1806 Notar in Pirmasens. Die Dekanstochter Margarethe Louise Henriette Harteneck (* 1785) wurde seine Ehefrau. Die Familien Diehl und Schwartz waren Gerberfamilien in Annweiler, die Diehls stellten 1671 und um 1756 Bürgermeister.
Dem pfälzischen Landrath gehörte Diehl von 1821 bis 1826 an. Als Vertreter des Rheinkreises wurde er in der zweiten Wahlperiode (1825–1831) in den zweiten Landtag der bayerischen Kammer der Abgeordneten gewählt. Er gehörte der „Klasse V“ der Landeigentümer ohne Gerichtsbarkeit an und schied nach dem dritten Landtag 1828 aus. Als Adjunkt war er Stellvertreter des Bürgermeisters.
Diehls Sohn Conrad Ludwig Diehl konnte erst 1845 das Notariat übernehmen. Als Revolutionär und Civilkommissär des Pfälzischen Aufstands musste er 1849 in die Vereinigten Staaten auswandern. Diehls Enkel Conrad Rossi-Diehl (1842–1926) studierte bei Wilhelm von Kaulbach und wurde als Maler und Kunsterzieher bekannt.